# Prunellinae
Prunellinae Drew & Sytsma, 2012 è una sottotribù di piante spermatofite dicotiledoni appartenenti alla famiglia delle Lamiaceae (ordine delle Lamiales).

## Etimologia
Il nome della sottotribù deriva dal suo genere tipo Prunella L. la cui etimologia deriva a sua volta da una parola tedesca ("die Braune" o "die Breune") per indicare una infiammazione delle tonsille, una malattia per la cui cura in passato si usava questa pianta. In realtà il nome di questo genere inizialmente era Brunella, usato per la prima volta dal botanico francese Joseph Pitton de Tournefort (Aix-en-Provence, 5 giugno 1656 – Parigi, 28 dicembre 1708). È stato successivamente Linneo (1707 – 1778), conosciuto anche come Carl von Linné, biologo e scrittore svedese considerato il padre della moderna classificazione scientifica degli organismi viventi, a modificare il nome del genere (non è spiegato il perché) in Prunella.
Il nome scientifico della sottotribù è stato definito inizialmente dal botanico, naturalista e politico belga Barthélemy Charles Joseph Dumortier (Tournai, 3 aprile 1797 – 9 giugno 1878), perfezionato successivamente dai botanici contemporanei Bryan T. Drew e Kenneth J. Sytsma nella pubblicazione "American Journal of Botany. Lancaster, PA - 99(4): 945." del 2012.

## Descrizione

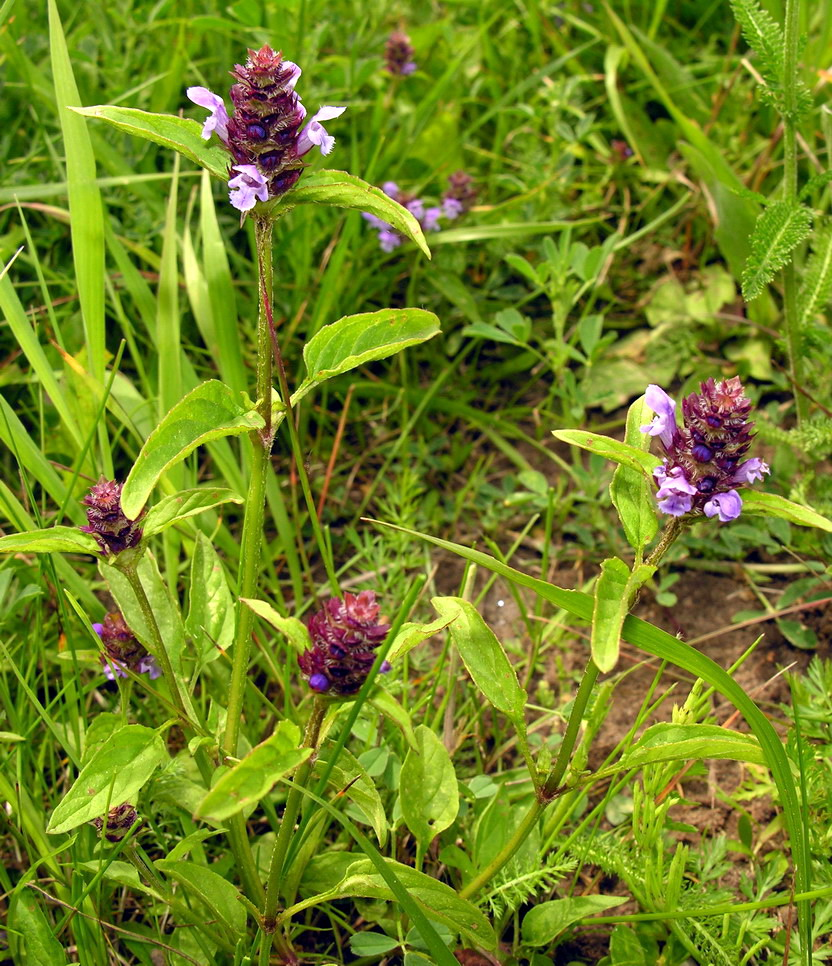
Il portamento
Prunella vulgaris

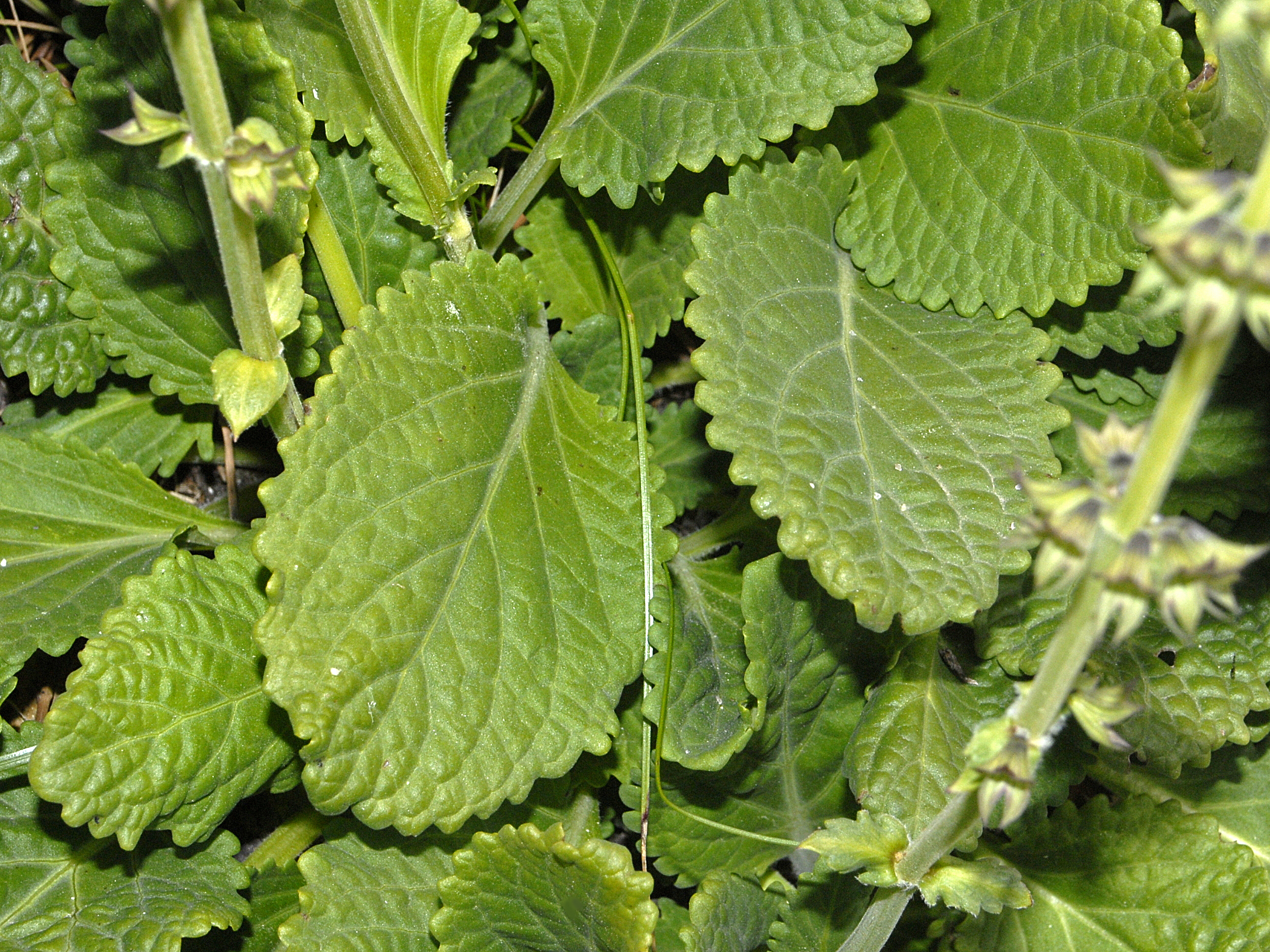
Le foglie
Horminum pyrenaicum

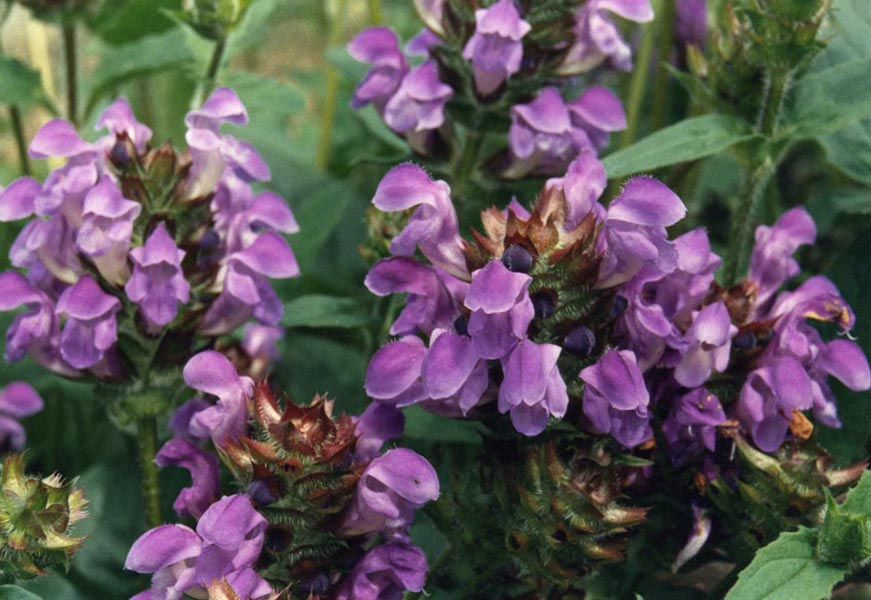
Infiorescenza
Prunella grandiflora

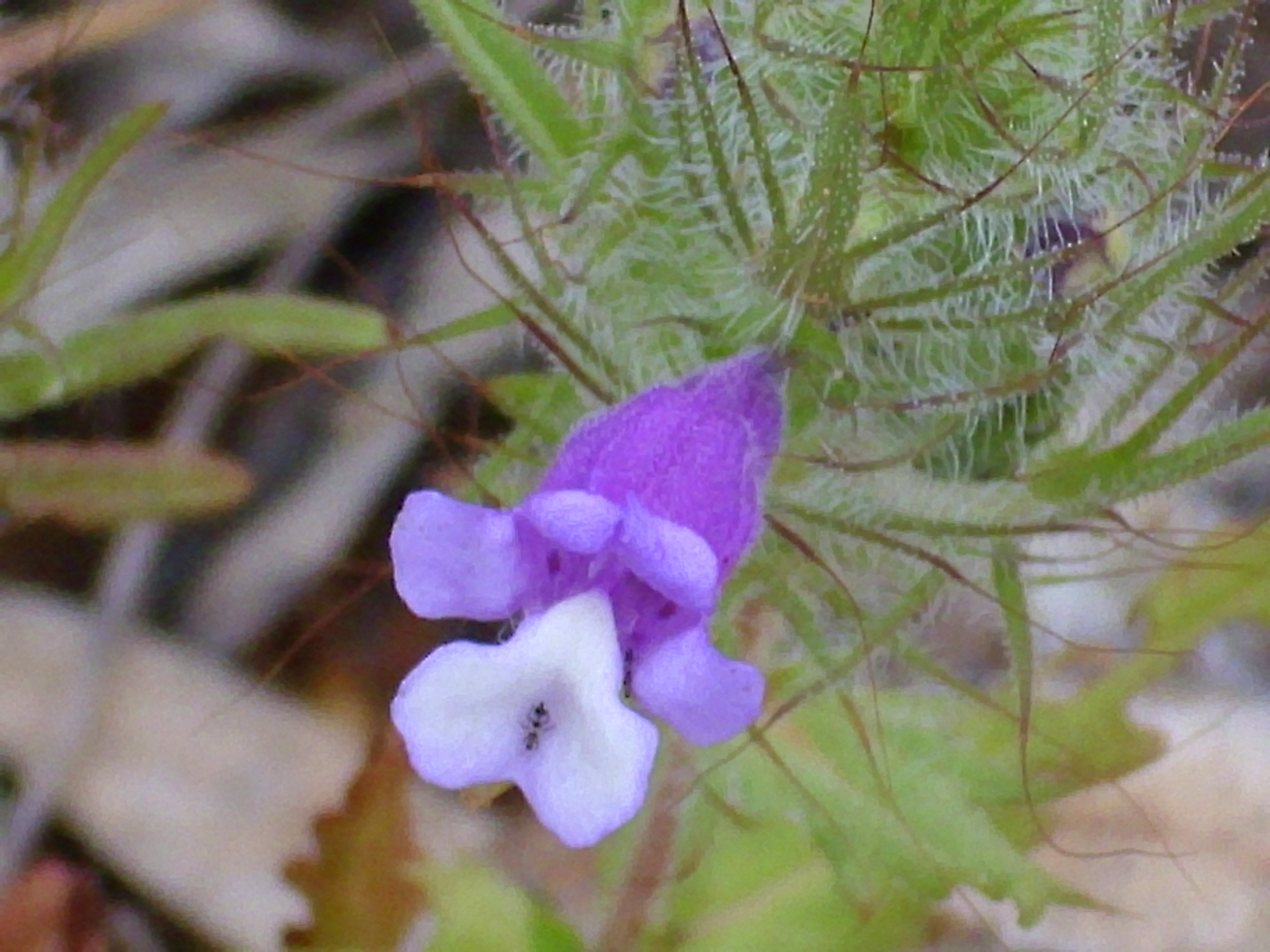
Il fiore
Cleonia lusitanica

- Le specie di questa sottotribù hanno un portamento erbaceo-rizomatoso con cicli biologici perenni; sono presenti anche erbe annuali. Non sono piante aromatiche.[4][6][7][8][9][10]
- Le foglie lungo il fusto sono disposte in modo opposto e ogni verticillo è alternato rispetto al precedente; sono inoltre prive di stipole. La lamina può essere da intera, seghettata, laciniata a pennatofida. In alcune specie (Horminum pyrenaicum) è presente una rosetta basale.
- Le infiorescenze, di tipo spicastro tirsoide, sono terminali, condensate, peduncolate oppure no e portate in vari verticilli ascellari sovrapposti lungo il fusto (normalmente da 2 a 6 verticilli fiorali). Ogni verticillo è composto da diversi fiori sessili disposti circolarmente a corona e sono poggianti su alcune brattee embricate dalle forme ampiamente ovato-acuminate. Le bratteole sono presenti oppure no.
- I fiori sono ermafroditi, zigomorfi, tetrameri (4-ciclici), ossia con quattro verticilli (calice – corolla - androceo – gineceo) e pentameri (5-meri: la corolla e il calice sono a 5 parti).

- Formula fiorale. Per la famiglia di queste piante viene indicata la seguente formula fiorale:

X, K (5), [C (2+3), A 2+2] G (2), (supero), drupa, 4 nucule
- Calice: il calice è gamosepalo, zigomorfo con base tubulosa-campanulata e terminante con 2 labbra. La superficie è percorsa da 10 - 13 nervature ed inoltre è accrescente. Talvolta ai lati può essere chigliato. Le due labbra sono formate da 5 lobi con raggruppamento 3/2. I lobi posteriori sono corti più o meno troncati e mucronati oppure di tipo deltoide; quelli anteriori hanno delle forme triangolari. La gola del calice non è barbata.

- Corolla: la corolla, gamopetala è zigomorfa, ed ha la forma di un tubo terminante in modo fortemente bilabiato con 4 lobi con raggruppamento 1/3. La parte basale è più o meno imbutiforme; la gola è circondata internamente da un anello di peli per impedire l'accesso ad insetti più piccoli e non adatti all'impollinazione. Il labbro posteriore è a forma di cappuccio, concavo e più o meno arrotondato; il labbro anteriore, formato da tre lobi, ha quello centrale concavo e usualmente è dentato, quelli laterali sono troncati ed hanno un portamento obliquo. Il colore della corolla è purpureo, crema o bianco.

- Androceo: l'androceo possiede quattro stami didinami; a volte quelli posteriori sono più corti. I filamenti sono glabri, sono adnati alla corolla (in Horminum sono inseriti nel mezzo del tubo della corolla), sono tutti paralleli e ascendenti sotto il labbro posteriore, sono incurvati in avanti ed emergono dalla corolla. Le antere hanno due teche con forme ellissoidi, distinte e divaricate o confluenti; le antere sono inoltre più o meno parallele ai filamenti. I granuli pollinici sono del tipo tricolpato o esacolpato. Il disco nettario non è lobato ed è ricco di sostanze zuccherine.

- Gineceo: l'ovario è supero formato da due carpelli saldati (ovario bicarpellare) ed è 4-loculare per la presenza di falsi setti divisori all'interno dei due carpelli. L'ovario è glabro. La placentazione è assile. Gli ovuli sono 4 (uno per ogni presunto loculo), hanno un tegumento e sono tenuinucellati (con la nocella, stadio primordiale dell'ovulo, ridotta a poche cellule). Lo stilo inserito alla base dell'ovario (stilo ginobasico) è del tipo filiforme. Lo stigma è bilobo con due lobi subulati oppure a 4 lobi corti e subuguali.

- Il frutto è uno schizocarpo composto da 1 - 4 nucule (talvolta ridotte a una per aborto delle altre) con forme ovoidi, apicolate o arrotondate (più o meno angolate). La superficie è mucillaginosa o liscia o papillosa.

## Riproduzione
- Impollinazione: l'impollinazione avviene tramite insetti tipo ditteri e imenotteri (impollinazione entomogama).[10][12]
- Riproduzione: la fecondazione avviene fondamentalmente tramite l'impollinazione dei fiori (vedi sopra).
- Dispersione: i semi cadendo a terra (dopo essere stati trasportati per alcuni metri dal vento – disseminazione anemocora) sono successivamente dispersi soprattutto da insetti tipo formiche (disseminazione mirmecoria).[13]  I semi hanno una appendice oleosa (elaisomi, sostanze ricche di grassi, proteine e zuccheri) che attrae le formiche durante i loro spostamenti alla ricerca di cibo.[14]

## Distribuzione e habitat
La distribuzione delle specie di questa sottotribù è eurasiatica con habitat soprattutto temperati.

## Tassonomia
La famiglia di appartenenza della sottotribù (Lamiaceae), molto numerosa con circa 250 generi e quasi 7000 specie, ha il principale centro di differenziazione nel bacino del Mediterraneo e sono piante per lo più xerofile (in Brasile sono presenti anche specie arboree). Per la presenza di sostanze aromatiche, molte specie di questa famiglia sono usate in cucina come condimento, in profumeria, liquoreria e farmacia. La famiglia è suddivisa in 7 sottofamiglie; la sottotribù Prunellinae appartiene alla sottofamiglia Nepetoideae (tribù Mentheae).

### Filogenesi
La sottotribù Prunellinae è un clade monofiletico e all'interno della tribù Mentheae insieme alle sottotribù Menthinae, Nepetinae e Lycopinae formano un gruppo monofiletico. All'interno della sottotribù i due genere Cleonia e Prunella formano un "gruppo fratello".
I caratteri più significativi per questa sottotribù sono:
- portamento erbaceo annuale o perenne;
- lamina fogliare da intera a lobato-pennata;
- infiorescenze verticillate;
- calice con 10 - 13 nervature longitudinali;
- 4 stami con polline bi-reticolato;
- frutti a forma da ovoide a arrotondata.

### Composizione della sottotribù
La sottotribù attualmente è formata da 3 generi e circa 10 specie:
| Genere            | Numero specie                      | Numero Cromosomico | Distribuzione              | Habitat tipico                        |
| ----------------- | ---------------------------------- | ------------------ | -------------------------- | ------------------------------------- |
| Cleonia L., 1763  | Una specie: Cleonia lusitanica L.  | 2n = 20            | Penisoila Iberica e Magreb | Terreni gessosi                       |
| Prunella L., 1753 | Circa 8                            | 2n = 28, 30 e 32   | Europa, Magreb e Asia      | Aree temperate                        |
| Horminum L., 1753 | Una specie: Horminum pyrenaicum L. | 2n = 12            | Alpi e Pirenei             | Terreni montani su substrato calcareo |

### Generi e specie della flora europea
In Europa (in Italia e nell'areale del Mediterraneo) sono presenti i seguenti generi e specie:
| Genere   | Specie areale Euro-Mediterraneo | Specie Italia                                                         |
| -------- | ------------------------------- | --------------------------------------------------------------------- |
| Cleonia  | 1                               |                                                                       |
| Prunella | 7                               | 4 (tra cui Prunella vulgaris L. e Prunella grandiflora (L.) Scholler) |
| Horminum | 1                               | Horminum pyrenaicum L.                                                |